# 創世奇譚アエリアル
『創世奇譚アエリアル』（そうせいきたんアエリアル）は、あかべぇそふとすりぃより2012年7月27日に発売された日本のWindows用18禁アドベンチャーゲームである。
地球温暖化以上の異常気象・惑星高温化現象により水没した未来の世界を舞台とし、「生か死か」をテーマとしており、邂逅や別離の生じるルートも存在する。

## あらすじ
2040年、あらゆる氷の融解により地球全土が水没してしまった。わずかに生き残った人類は人工海上浮遊都市『アクアポリス』で生活していたが、そこに極地の氷の中から目を覚ました未知の機械生物『SPOOK』が襲い掛かるようになる。
アクアポリスに住む少年、東郷 シンはSPOOKと闘うための軍人見習いとして訓練を受けていたが、弾薬の補充もままならないまま、突如開始されたSPOOKの進化により、急速に被害が拡大し、人類の先行きに暗雲が垂れ込めていく。
そんな中、シンは謎の少女星海 凪との出会いをきっかけとして未来人から送られてきたロボット『アエリアル』の搭乗者に選ばれ、日々、強力な進化を遂げる『SPOOK』と闘っていくことになる。
目指すは未来からの遺産・恒星間移民船の起動と地球からの脱出。しかし、それを見越していたかのように、より戦闘に特化された新たなSPOOKが出現し始め、危機感を覚えた軍部の反乱がアクアポリス内に激しい動揺を引き起こし、ついにアエリアルにも対抗できる強力なSPOOKの進化個体が数を増やして出現し始め、事態は一刻の猶予もならない情勢へ動き始める。

## 登場人物

### 主人公
東郷 シン（とうごう シン）
声 - 藍川珪
本作の主人公。東郷シュウの弟であり、Lloydmace記念総合学園に通う12年生。
性格は心優しく明るく礼儀正しい。押しは弱くどちらかと言うと受身ではあるが芯の強さを持ち、果断さを備ええいる。
顔は格好いいよりも可愛い系である。
軍人としても卓越した資質を持つ優等生。料理も洗濯も掃除もOKである。
後にアエリアルの搭乗者として人類の地球脱出作戦の魁を努めることになる。
東郷 シュウ（とうごう シュウ）
声 - させとしみち
もう一人の主人公ともいえる物語上重要な人物である男。東郷シンの兄である。
AQUAPOLICEを守る飛行隊の編隊長で、アクアポリス自衛軍の少佐でもある。操縦士としての腕前はもちろん、状況判断能力、人望等、全てにおいて卓越した理想的な軍人。性格は快活で酒と女をこなよく愛す。任務のため家に帰ってくることは少ないが、唯一の肉親であるシンのことを常に気にかけている。
早紀が教育実習生だったころに、クラスメイトににらみを利かせて授業を円滑に進ませたという過去があるが、本人は覚えていない。

### Lloydmace記念総合学園関係者
美咲 未来（みさき みく）
声：小倉結衣
シンの幼馴染で、シンのクラスメート。世話好きで家事が得意。
柏木 りさ（かしわぎ りさ）
声：桃也みなみ
Lloydmace記念総合学園に通う12年生。予備搭乗員訓練生の成績二位で、即応予備少尉である。生活に不便な救助民街(難民市街)の出身者で家族の生活のために努力し、即応予備少尉になったが、対SPOOK防衛戦の初出撃で共に出陣した土屋満をかばう形で戦死してしまう。
星海 凪（ほしうみ なぎ）
声：大花どん
シンのクラスメイトだが、授業を休みがちで当初は彼との接点はあまりなかった。あまり目立たないタイプだがしばしば奇妙な行動を取る。
その正体は、1万年後の世界の未来人がアエリアルと一緒に贈った人工生命体であり、彼女との邂逅がシンをアエリアルへと導く。
土屋 満（つちや みつる）
声：島田友樹
Lloydmace記念総合学園に通う12年生。予備搭乗員訓練生の成績一位で、即応予備少尉である。気弱ないじめられっ子だった過去を振り切るために努力して即応予備少尉になったが、その反動で天狗になってしまっている。対SPOOK防衛戦に初出撃で功にあせるあまり命令を無視して危険を冒してしまい、共に出陣した柏木りさを死なせて、精神錯乱してしまう。
尾身 俊紀（おみ としのり）
声：ますおかゆうじ
シンの親友。殺伐とした世界の中で、楽しいことを求めるお調子者。趣味はバンド活動。
鹿島 早紀（かしま さき）
声：羽高なる
シンの通うLloydmace記念総合学園の女教師で、婚約者持ち。

### その他
ブルース・マグワイア
声：蝦押丈
シンたち予備搭乗員訓練生をしごく鬼教官で、シンたちからは陰で「ハートマン軍曹」や「ガニー軍曹」など呼ばれている。情勢の悪化につれ未熟な子供らを戦場へ送る政府のやりかたに反発しつつも、彼らを死なせたくない一心で厳しい訓練メニューを課す情のある面を持つ。
かつては海兵隊のパイロットだったが、事故によりパイロットを引退せざるを得なくなった経緯を持つ。
工藤 涼子（くどう りょうこ）
声：萌花ちょこ
東郷シュウの部下である航空士官。シュウを迎えに東郷家までやってくることもあるため、シンとも顔見知り。
軍人としても優秀でありシンにとっては憧れのお姉さんである。シュウを上官として敬愛する以上に異性として愛されることを望んでいる。
アンバー・リリエンソール
声：芹園みや
アクアポリス自衛軍の情報部の一員である金髪碧眼の女軍人で、階級は大尉。任務中に漂流の末AQUAPOLICEに救助され、アクアポリス自衛軍入りした経緯を持つ。
SPOOKとの戦闘には不向きであるため、救助民街の監視にあたっているが、”敵国不在”の世界で大した活躍の場が無い現状に鬱屈を募らせている。
キャサリン・"ケイト"・アンダーソン
声：金松由花
ABN (Aquapolice Broadband News) のレポーターであるジャーナリスト。情熱的な報道姿勢から市民の人気が高く、ファイアボール・ケイティの異名を持つ。
当初は救助民街で取材を行っていたが、上層部からの命令で取材対象がアクアポリス自衛軍へ変更になり、その取材先でシュウと出会うことになる。
オーサー
声：中泉豊
ケイトの相棒であるベテランのカメラマン。AQUAPOLICE就航直後、取材のため移住してきたという経緯を持つ。

## スタッフ
- 原画：川原誠、ざせつおう
- シナリオ：井上啓二
- メカニックデザイン：ikki
- SD原画：田口まこと
- BGM：Miyaji

## 主題歌
オープニングテーマ「紺碧のアエリアル」
作詞 - しほり / 作曲：上松範康（Elements Garden） / 編曲：藤間仁（Elements Garden） / 歌 - しほり
挿入歌「Sky Soldiers」
作詞・作曲・編曲 - 西坂恭平 / 歌 - 蘭丸
エンディングテーマ「青色の鼓動」
作詞・作曲・編曲 - 西坂恭平 / 歌 - 綾那